# HD 156681
HD 156681 (e Ophiuchi) é uma estrela na direção da Ophiuchus. Possui uma ascensão reta de 17h 18m 36.99s e uma declinação de +10° 51′ 53.0″. Sua magnitude aparente é igual a 5.03. Considerando sua distância de 691 anos-luz em relação à Terra, sua magnitude absoluta é igual a −1.60. Pertence à classe espectral K4II-III.